# Уго де Монкада
Уго де Монкада (Чива, Валенсія, близько 1476 — Салернська затока, 28 травня 1528) — іспанський політичний і військовий діяч кінця XV — початку XVI століття. Обіймав посади «генерала океану і суші», віцекороля Сицилії (1509—1517) та віцекороля Неаполя (1527—1528).

## Раннє життя
Його батьком був Гастон де Монкада, сеньйор Монкади, 10-й сеньйор Айтони, сеньйор Сероса та Мекіненси, а мати — Анжеліка де Толса-і-Ріполь, баронеса Пальми, Адора і Бенарче у Валенсійському королівстві, Іспанія. Уго був молодшим братом Хуана де Монкада і де Толса.
У юності він отримав звання лицаря Мальтійського ордена.

## На французькій службі
У 1495 році, перебуваючи на службі у Чезаре Борджіа, він воював на стороні короля Франції Карла VIII в Італії під час французько-іспанського суперництва за Неаполь. У 1496 році він воював за французів в Каталонії та Руссільйоні.

## На іспанській службі
Після переходу на службу до Фернандо II Арагонського, воював проти берберських корсарів в італійських водах. В 1509—1517 роках був віцекоролем Сицилії. Тут він командує іспанською ескадрою, яка боролась з берберськими корсарами з узбережжя Магрибу. У 1513 році він надав сицилійський флот на допомогу Педро Наварро для захоплення Триполі (в сучасній Лівії).
У 1519 році, на виконання доручення молодого іспанського короля Карла Габсбурга, очолив іспанський напад на захоплене османським корсаром Хизиром Барбароссою місто Алжир, який закінчився важкою поразкою. Сам Монкада, щоб врятуватись, змушений був ховатися на березі серед трупів своїх солдатів. В тому ж році Уго де Монкада був розбитий на морі берберськими корсарами. Але вже в 1520 році Монкада очолив успішну іспанську експедицію для захоплення о. Джерба (в сучасному Тунісі).
Монкада став одним з головних виконавців політики Карла V в Італії, отримуючи навзамін від імператора різноманітні пільги.
У 1522 році, як генерал імператора Священної Римської імперії Карла V взяв в облогу і захопив Турне. У 1524 році на чолі флотилії з 16 галер напав і взяв Тулон, Ієр і Фрежюс, але в гирлі річки Вар був розбитий і захоплений в полон французьким флотом на чолі з Андреа Доріа. Був звільнений з полону у 1526 році за Мадридським миром, за умовами якого Монкада обміняли на Анна де Монморансі.
У червні 1526 року імператор Карл V відправив Монкаду послом у Рим до Папи Климента VII. Монкада доставив папі повідомлення від імператора про те, що, у випадку його об'єднання з французами у війні Камбрейської ліги, Карл V намагатиметься підбурити Сієнську республіку проти Папської області, а також використає свій вплив на рід Колонна щоб налаштувати цю важливу римську родину проти папи. Папа Климент визнав вагомість цих двох погроз, і коли французи ввійшли в Ломбардію, Папа відкликав усі свої сили назад до Риму.

## Пограбування Риму
Уго де Монкада взяв на себе командування армією, яка захопила Ломбардію, а потім рушила до Риму. У травні 1527 року імперські війська, що вийшли з підпорядкування Монкади, захопили і розграбували Рим. Зрештою, Монкада допоміг Клименту VII, коли останній нарешті став прихильником імператора Карла V.

## Загибель
У вересні 1527 року помер Шарль де Ланнуа, віцекороль Неаполя, і на його місце був призначений Монкада.
У 1528 році Монкада був заблокований в гавані Неаполя французьким флотом на чолі з генуезцем Філіппіно Доріа, племінником Андреа Доріа. У головній морській битві всієї Війни Коньякської ліги, Монкада намагався вирватися з блокади, що оточувала Неаполь. Усі кораблі флоту Монкади були потоплені або захоплені, а сам Монкада загинув у битві.